# Closterus oculatus
Closterus oculatus es una especie de escarabajo longicornio del género Closterus, categorizada en la tribu Closterini, de la subfamilia Prioninae. Fue descrita por Charles Joseph Gahan en 1890.
El período de actividad en los adultos se presenta entre enero y mayo y octubre y diciembre.

## Descripción
Mide 26-41 mm de longitud.

## Distribución
Se distribuye por Madagascar, en el municipio rural de Andasibe, distrito de Moramanga.